# Dayan Otschir Khan
Dayan Otschir Khan, ook wel Tenzin Dorje was een Mongoolse khan van de Khoshut-Mongolen, een onderstam van de Oirat-Mongolen. Hij was de zoon van Güshri Khan. Na diens dood in 1633 werd hij in 1655 door de vijfde dalai lama tot khan benoemd. Zijn zoon Dalai Khan volgde hem in 1668 op.